# Баллимотская книга
Баллимотская книга (Leabhar Bhaile an Mhóta), также «Книга (из) Баллимоута» — средневековый ирландский манускрипт, написанный в 1390 или 1391 году. Хранится в Королевской Ирландской Академии (MS 23 P 12, 275 foll.). Названа по имени прихода Баллимот в графстве Слайго.
Создана писцами Соламом О Дрома, Робертом Мак Ситигом и Магнусом О Дуйбгеннаном по поручению Тонналтага МакДонага, во владении чьего клана манускрипт оставался до 1522 года, когда был куплен Аэдом Ог О’Доннеллом, принцем Тир Коннайля, за 140 дойных коров. В 1620 году была передана в Тринити Колледж, Дублин, затем её похитили из библиотеки. В 1785 году после основания Королевской Ирландской Академии была возвращена туда Шевалье О'Горманом, который якобы выкупил её у вдовы слесаря из Дрогеды за 20 фунтов.
На первой странице рукописи находится изображение Ноева Ковчега. Первая текстовая страница утеряна, вторая описывает мировые эпохи. За ней следуют
- описание Истории евреев (2r)
- житие св. Патрика (6r)
- копия «Книги захватов» (8r)
- «Наставления Кормака» (др.‑ирл. Tecosca Cormaic) и другие истории о короле Кормаке мак Арте
- истории о Финне Мак Кумале и Бриане Борома
- генеалогии различных кланов и королей
  - христианские короли Ульстера (34v)
  - христианские короли Лейнстера (35v)
  - христианские короли Коннахта (37v)
  - семейства Мунстера (97r)
  - Даль Кайс (102v)
- правила, связанные с различными размерами ирландского стихосложения (157r)
- единственная известная копия «Auraicept na n-Éces», или «Наставления мудреца» («Словаря учёного»).
- «Книга прав» (181r)

Книга заканчивается греческими и латинскими отрывками о падении Трои, в том числе фрагментом из «Энеиды».

## Издания
- Robert Atkinson. NY: AMS Press. ISBN 0-404-17535-X
- O’Donovan, The Book of Rights, ed. and trans. 1847.
- The Book of Ballymote: Photographic facsimile with introduction by R. Atkinson, (Dublin 1887).

## Справки
- McDonagh, James, History of Ballymote and the Parish of Emlaghfad (1998).  Архивная копия от 6 февраля 2007 на Wayback Machine
- Harrison, A.: 'Leabhar Bhaile an Mhota ag tus an 18u aois', Eigse 23 (1989), 147-50.
- O Concheanainn, T.: 'The Book of Ballymote', Celtica 14 (1981), 15-25.

## Внешние ссылки
- Баллимотская книга Архивная копия от 6 февраля 2007 на Wayback Machine (выдержки МакДонага, 1998)
- Генеалогии из Баллимотской книги
- Leabhar Bhaile an Mhota на сайте Ирландской Королевской Академии
- Leabhar Bhaile an Mhota
- Ирландские рукописи на экране Архивная копия от 5 декабря 2006 на Wayback Machine с факсимиле